# Louis Grénon
Pour les articles homonymes, voir Grenon.
Louis Grénon, né à Saintes, très probablement en 1734, et mort dans cette même ville le 10 janvier 1769, est un musicien d'Église et un compositeur français de la fin de la période baroque. Il fut successivement maître de musique de plusieurs cathédrales : celles du Puy-en-Velay, de Clermont-Ferrand puis de Saintes.

## Biographie
Louis Charles Grénon est natif de Saintes, paroisse Saint-Vivien, fils d'un maréchal-ferrant. Il s'initie à la musique à la maîtrise de la cathédrale de Saintes. En 1754, il est engagé comme maître de musique de la cathédrale du Puy-en-Velay. Il commence des études au séminaire en 1755 et il est ordonné prêtre en avril 1761. À la suite d'une brouille avec le chapitre de la cathédrale, il quitte le Puy en 1763 pour Clermont-Ferrand où il dirige la maîtrise de la cathédrale. Dès 1766, il est de retour à Saintes, où il est maître de musique à la cathédrale et bénéficie d'une semi-prébende de chanoine. Il meurt dans cette ville en 1769.

## Œuvres
Son œuvre est restée longtemps pratiquement inconnue, mais un fonds de partitions a été découvert fortuitement en 1994 au Puy et a commencé à le faire connaître. Cette découverte a donné lieu à des études, des publications et des concerts par les soins de l'Université Blaise-Pascal de Clermont-Ferrand et du Centre de Musique Baroque de Versailles. Parmi ses œuvres figurent des messes, des motets, des hymnes, des psaumes, des antiennes, plusieurs Magnificat, un Petit Te Deum, etc.
Deux de ses œuvres ont été interprétées en 2004 au festival de musique de La Chaise-Dieu.
Messes
- Messe en Noëls en si bémol majeur
- Messe en sol majeur
- Missa quinti toni (« Messe du cinquième ton »)
- Petite messe en la majeur

Motets
- Regina cæli (1767)[5]
- Petit Magnificat (1768)[6]